# Kashiwa Reysol
El Kashiwa Reysol és un club de futbol japonès de la ciutat de Kashiwa.

## Història
El club fou fundat l'any 1940 com a Hitachi, Ltd. Soccer Club a Koganei, Tòquio, i fou membre fundador de la Japan Soccer League. El 1986 es traslladà a Kashiwa. El 1992, coincidint amb la creació de la J. League adoptà el nom de Kashiwa Reysol.

## Palmarès

### Hitachi
- Japan Soccer League (1a Divisió):
  - 1971
- Japan Soccer League (2a Divisió):
  - 1990-91
- Copa JSL:
  - 1976
- Copa de l'Emperador:
  - 1972, 1975

### Kashiwa Reysol
- Copa J. League:
  - 1999

## Futbolistes destacats
| - Ryozo Suzuki (1965 - 1970) - Yoshitada Yamaguchi (1967 - 1975) - Akira Nishino (1978-1990) - Zé Sérgio (1989 - 1991) - Nelsinho (1993 - 1995) - Wagner Lopes (1990-1994) - Careca (1993 - 1996) - Muller (1995) - Valdir (1995 - 1997) - Edilson (1996 - 1997, 2002 - 2003) - Antônio Carlos Zago (1996 - 1997) - Jamelli (1997) - Elpídio Pereira da Silva Filho (1997-1998) - Hristo Stoítxkov (1998 -1999) - Pavel Badea (1999) - Hong Myung-Bo (1999 - 2001) - Saša Drakulić (2000) - Hwang Sun-Hong (2000 - 2002) - Park Kun-Ha (2000) - Yoo Sang-Chul (2001 - 2002) | - Cesar Sampaio (2002) - Jussiê (2003) - Márcio Nobre (2003) - Dudu Cearense (2004) - Choi Sung-Kuk (2005) - Cléber Santana (2005) - Reinaldo (2005) - Everth Palacios (2005) - Doumbia Seydou (2006-2007) - Nozomu Kato (1992-2004) - Takahiro Shimotaira - Kentaro Sawada - Tomokazu Myojin (1996-2005) - Yoichi Doi (1994-1999) - Harutaka Ono - Takeshi Watanabe (1995-2004) - Keiji Tamada (1999-2005) - Yasuhiro Hato (2004-2005) - Yoshiteru Yamashita (2006) - Yukio Tsuchiya (2005) |